# Euphorbia decorsei
Euphorbia decorsei es una especie fanerógama perteneciente a la familia Euphorbiaceae. Es endémica de Madagascar donde está tratada en peligro de extinción por la pérdida de hábitat.

## Descripción
Es un arbusto o pequeño árbol, que se encuentra en el bosque húmedo o subárido; a una altitud de 0-499 metros.

## Taxonomía
Euphorbia decorsei fue descrita por Emmanuel Drake del Castillo y publicado en Bulletin du Muséum d'Histoire Naturelle 9: 44. 1903.